# Amolops loloensis
Amolops loloensis är en groddjursart som först beskrevs av Liu 1950.  Amolops loloensis ingår i släktet Amolops och familjen egentliga grodor. IUCN kategoriserar arten globalt som sårbar. Inga underarter finns listade i Catalogue of Life.